# Podstupnice
Podstupnice je prvek schodiště. Nachází se mezi jednotlivými schodišťovými stupni. Může být svislá nebo podkosená, případně též profilovaná. Podkosená či profilovaná varianta mají výhodu, že vytváří stín, jenž při zhoršených světelných podmínkách napomáhá při identifikaci jednotlivých stupňů schodiště. U schodišť se svislou podstupnicí je třeba dbát na jejich kvalitní osvětlení.
Existují však také schodiště, které podstupnice nemají. Mezi takové patří například žebříkové či deskové schody. Pokud má příkré schodiště vynechanou podstupnici, pak umožňuje bezpečnější chůzi vzhůru, neboť chodidlo se jednotlivých stupňů dotýká větší plochou.